# Museo etnografico (Cagliari)
La collezione Luigi Cocco è una raccolta di opere d'arte e di artigianato sardo a gestione comunale, situata presso la cittadella dei musei a Cagliari.

## Storia e descrizione
Luigi Cocco fu un magistrato che nel corso della sua vita collezionò un nucleo considerevole di opere di arte tradizionale e artigianato sardo, iniziando a raccogliere nella nativa Villasor ed estendendosi via via ad altre parti dell'isola. Questa attività, proseguita per quasi quarant'anni a partire dagli anni venti, gli permise di mettere su una raccolta di circa duemila oggetti, databili soprattutto dalla metà dell'Ottocento ai primi decenni del Novecento, e che già nel 1937 venne esposta in mostre di etnografia della Sardegna. Nel 1948 la collezione intera venne vincolata dal ministero come “complesso di eccezionale interesse artistico e storico” e nel 1954 venne acquistata dalla Regione Sardegna. Cocco scomparve nel 1959.
La collezione è composta da 731 pezzi tessili, 1266 gioielli e un gruppo minore di utensili, mobilio e lavori di intaglio.
La collezione Cocco è stata curata dalla dottoressa Colette Podda.